# Jazz Oracle
Jazz Oracle is een Canadees platenlabel, waarop jazz-opnamen, hot dance en personality recordings uit de jaren twintig en dertig opnieuw worden uitgegeven op cd. De geluidsopnamen, afkomstig van 78-toeren-grammofoonplaten, worden gerestaureerd door John R.T. Davies, die dergelijk werk ook doet voor Retrieval Recordings. De cd-boekjes worden geschreven door deskundigen. Zo zijn enkele teksten geschreven door de blinde gitarist Jeff Healey, zelf een verzamelaar van oude platen.
Artiesten van wie opnamen opnieuw op het label uitkwamen, zijn onder meer: de Dorsey Brothers, Red Nichols, Douglas Williams, Ben Pollack, Original Indiana Five, Sam Manning, Jack Purvis, Fess Williams, Wilbur Sweatman, Adrian Rollini, Jack Teagarden, Joe Robichaux, Isham Jones en Benny Goodman.